# Mevlana-Moschee (Eppingen)

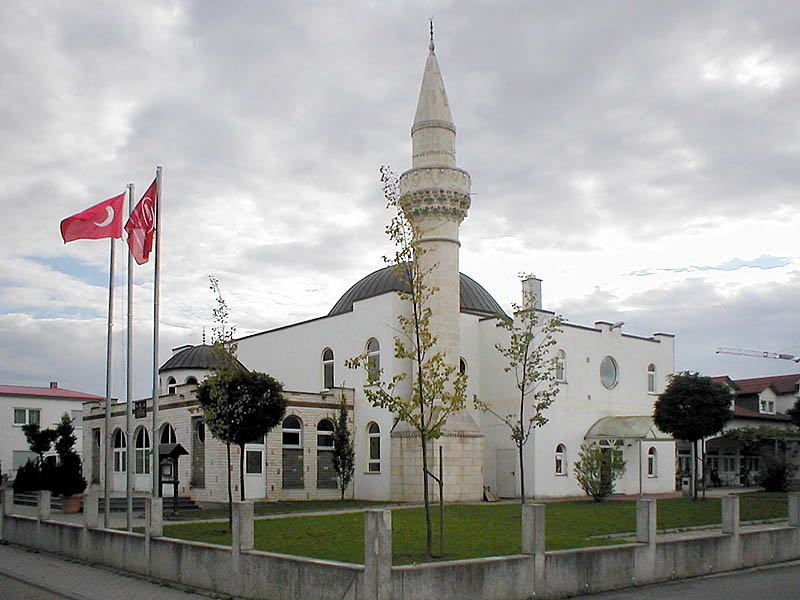
Moschee in Eppingen

Die Mevlana-Moschee in Eppingen, einer Stadt im Landkreis Heilbronn im nördlichen Baden-Württemberg, wurde 1996 bis 2003 errichtet. Die Moschee befindet sich in einem Gewerbegebiet an der Ölmühlstraße 6. Sie gehört zum Dachverband Türkisch-Islamische Union der Anstalt für Religion (DITIB). 

## Geschichte
Die Moschee, die nach dem Mystiker und Dichter Dschalal ad-Din ar-Rumi benannt ist, wurde von einem 1983 gegründeten Verein erbaut. Im Jahr 1995 wurde ein Grundstück erworben und 1996 fand die Grundsteinlegung statt. 2003 war der Bau außenseitig abgeschlossen und zwei Jahre später auch die Inneneinrichtung. 

## Beschreibung
Die Moschee bietet Platz für bis zu 1300 Betende. Ein Parkfläche für etwa 100 Fahrzeuge befindet sich auf dem Grundstück. Das 15 Meter hohe Minarett hat einen Durchmesser von zwei Meter. Die beiden Kuppeln  haben einen Durchmesser von 13 und 11 Meter. Im Gebäude gibt es ein Restaurant, Sitzungs- und Konferenzräume, Freizeiträume, ein Ladenlokal und eine Bibliothek.